# Allan James Foley
Allan James Foley, noto anche con lo pseudonimo di Signor Foli (Cahir, 7 agosto 1837 – Southport, 10 ottobre 1899), è stato un basso irlandese.

## Biografia
Illustre basso irlandese del XIX secolo, nacque a Cahir, Tipperary. Assecondando la preferenza prevalente per gli artisti italiani, cambiò l'ortografia (ma non la pronuncia) del suo nome e fu sempre conosciuto come "Signor Foli".
La sua famiglia emigrò e Foli trascorse gran parte della sua gioventù a Hartford, nel Connecticut. Originariamente falegname, studiò canto sotto Bisaccia a Napoli e fece la sua prima apparizione a Catania nel 1862. Dall'Opéra de Paris fu assunto da Mapleson per la stagione del 1865 e fece il suo debutto londinese come St Bris in Gli ugonotti. In assenza di Antonio Giuglini, la compagnia compì un tour alla fine del 1865 con Mario come tenore principale a Manchester, Dublino, Belfast e Liverpool. Nel gennaio-aprile 1866, Mapleson divise la compagnia in due parti per un tour provinciale britannico molto esteso, Foli che si unì al gruppo di Mario, Grisi e Lablache sotto la direzione di Arditi.

## Opera, oratorio e concerti
In quell'anno del 1866 fu presentato alla Royal Philharmonic Society. Successivamente apparve regolarmente come basso principale per Mapleson, con molto successo in varie parti. Nel 1866 apparve in una breve produzione de Il Seraglio con Thérèse Tietjens, Hans von Rokitansky e Clarice Sinico e nel 1868 fu con Clara Louise Kellogg, Zelia Trebelli-Bettini, Bettini e Charles Santley ne La Gazza Ladra (Il Podestà). Nel 1869 la stagione in cui furono combinate le risorse di Gye e Mapleson, Foli fu nella produzione di apertura di Norma con Tietjens, Sinico e Mongini e nel Rigoletto che la seguì. Assunse il ruolo di Daland nella prima rappresentazione de L'olandese volante in Inghilterra nel 1870 con Santley nel ruolo di Vanderdecken e Ilma de Murska nel ruolo di Senta. Herman Klein menziona il suo Bertramo nella produzione Drury Lane del 1872 di Roberto il diavolo con Christina Nilsson, Italo Gardoni, Mongini e de Murska. Era famoso per il suo Sparafucile (Rigoletto) e il Commendatore (Don Giovanni), e aveva un repertorio di circa 60 opere.
La carriera di Foli nei concerti e negli oratori nei principali festival si sviluppò parallelamente al suo lavoro operistico, spesso con gli stessi colleghi. Nel 1866 apparve con Santley in una esecuzione di Israele in Egitto tenuta dalla National Choral Society nella vecchia St Martin's Hall. Nel febbraio 1867 segnò un successo in La Creazione di Haydn con la Sacred Harmonic Society. Santley e Foli cantarono The Lord is a man of war nel Festival di Handel del 1868. Interpretò il ruolo di Jacob nella prima produzione di Joseph di Macfarren al Festival di Leeds, il 21 settembre 1877 e Erode nella produzione di L'Enfance du Christ di Berlioz sotto Charles Hallé a Manchester (30 dicembre 1880) e Londra (26 febbraio 1881). Cantò nella prima rappresentazione de La Rédemption di Gounod nel 1882. A Sydney, in Australia, nel maggio 1892, Foli ebbe un grande successo con La Creazione di Haydn ma, a luglio, un fallimento con Elijah di Mendelssohn, durante il quale fu afflitto dal mal di gola. Durante gli anni '90, nei suoi cinquant'anni avanzati, cantò il Messiah in Inghilterra in compagnia di Adelina Patti, Emma Albani ed Edward Lloyd.
Apparve in concerti, oratori e opere in vari paesi. Fece una tournée in Russia (Mosca e San Pietroburgo) nel 1873, dove ottenne un grande successo in Israele in Egitto e come Pietro nell'opera di Auber La muta di Portici. Nel primo tour americano di Mapleson nell'autunno del 1878 era in compagnia di Etelka Gerster, Minnie Hauk, Zélia Trebelli, Italo Campanini e molti altri e apparve in una produzione de I puritani particolarmente importante con Gerster e Campanini a Chicago. Tornò più volte in America, fu ascoltato anche a Vienna e nel 1890 andò in tournée in Australia, Nuova Zelanda e in Canada. Oltre agli spettacoli teatrali, negli anni '70 Foli compariva regolarmente con i principali cantanti nei Concerti Grand Operatic presso la Royal Albert Hall. Nel 1877, con Santley, Nilsson e Ciro Pinsuti, assistito da Arthur Chappell, diede un concerto di beneficenza che raccolse 1500 sterline di vitalizio per il loro collega Mario, che all'epoca viveva a Roma in ristrettezze economiche. Fu tra i contributori del Concerto di pensionamento di Sims Reeves alla Royal Albert Hall l'11 maggio 1891 e cantò in due concerti nella prima stagione di Promenade (1895), compreso il concerto finale, a beneficio di Robert Newman.
In Inghilterra apparve frequentemente anche nei concerti popolari di Boosey. Le canzoni descritte nelle tournée in Australia e Canada danno un'idea dei suoi recital, come la Beduin Love Song di Pinsuti, In Sheltered Vale di Formes, Off to Philadelphia di Battison Haynes, The Wanderer di Schubert, The Diver di Loder, Rock'd in the Cradle of the Deep di Knight, la canzone 'Drinking' In cellar cool, True till Death di Gatty e pezzi operistici a sé stanti come Qui sdegno non-s'accende (Mozart, Il flauto magico), Lei sola affascina la mia tristezza (Gounod, La regina di Saba) e O più rossa della ciliegia (Händel, Aci e Galatea), che rimasero tutti nel repertorio standard del concerto inglese fino al ventesimo secolo, e furono registrati da cantanti come David Bispham, Peter Dawson, Robert Radford o Norman Allin. La voce di Foli era potente ma di bella qualità, la sua estensione andava dal mi basso fino al fa sopra il do centrale. Con la sua emissione vigorosa e diretta fu un grande favorito a Londra per molti anni. George Bernard Shaw riferiva della sicurezza e spontaneità dei suoi gorgheggi.

## Registrazioni
Foli fu uno dei primissimi musicisti classici a fare una registrazione fonografica. Lo fece al The Crystal Palace nel 1878 e il fatto fu descritto e riportato dalla stampa. Una descrizione tratta da The Daily Telegraph mostra che in una registrazione privata al Crystal Palace il Venerdì Santo 1878, "entrambi i duetti e gli assoli furono provati con successo da Madame Lemmens-Sherrington, M. Lemmens, Signor Foli, M. Manns e altri esperti musicisti." In un altro resoconto delle memorie di Foli, "... il cantante esperto, per testare le possibilità del fonografo, ha cantato un verso di "Jack's Yarn". In pochi secondi la puntina di rubino fu regolata correttamente sulla lamina alluminio e la selezione ripetuta come cantata dal Signor Foli, anche se, naturalmente, con un tono non troppo forte (il suono viene emesso dalla macchina come proveniente da lontano). Quindi l'amico del signor Foli acquistò la lamina di alluminio, con l'osservazione che quando lui fosse ritornato nel New Jersey, avrebbe offerto un regalo ai molti amici del signor Foli: intendeva mettere la lastra di alluminio su un fonografo esattamente simile in New Jersey e ripetere la canzone: se l'esperimento sia riuscito non è ancora trapelato". Non si sa se la registrazione sia sopravvissuta, e non è conosciuta, probabilmente, alcuna sua altra registrazione.

## Carattere
Nel 1879 apparve come testimone presso l'Old Bailey, in un caso di falsificazione relativo alla paternità di una canzone, The Tar's Return, che era stato scritto per Foli e venduto a lui per la sua sponsorizzazione pubblica. Pare che avesse un carattere spaventoso: si racconta una storia di uno scontro con un capo cameriere in un noto ristorante, in cui Foli gettò la sua cena, piatto e tutto, fuori dalla finestra per sottolineare che il pasto era insoddisfacente, gridando "Ecco cosa c'è di sbagliato in questo, e ora che cosa hai intenzione di fare al riguardo?" Tra le risate generali, la sua rabbia svanì presto. Si dice che sia stato un giocatore incallito e di successo e che abbia visitato Monte Carlo ogni anno.
Il Signor Foli morì improvvisamente nell'ottobre del 1899 a Southport, dopo essere andato a Liverpool per vedere la signorina Clara Butt, che stava navigando per l'America durante una tournée. Essendo stato un operatore frequente e di successo in Borsa, lasciò la moglie Rosita ed i suoi fratelli e le sue due sorelle (che vivevano a Tacoma, Washington) ben fornite. La tenuta portò ad una vertenza legale.
Seguendo il suo esempio, il grande tenore irlandese John McCormack (che sposò Lily Foley) assunse lo pseudonimo "Giovanni Foli" per il suo debutto operistico italiano a Savona nel 1906.